# Edwin John Roland
Edwin John Roland, ameriški admiral in diplomat, * 11. februar 1905, Buffalo, New York, † 16. marec 1985.

## Življenjepis
Rodil se je v Buffalu (New York), kjer je končal Srednjo šolo Canisius in Kolidž Canisius. Leta 1936 je vstopil v Akademijo Obalne straže ZDA, kjer je leta 1929 zaključil šolanje kot inženir in bil hkrati 15. maja 1929 povišan v Ensigna.
Sprva je služil kot topniški častnik na krovu rušilcev USCGC Shaw (1929–30) in USCGC Wilkes (1930–31); na obeh plovilih se je izkazal, tako da sta slednji osvojili topniški pokal in on sam prejel pohvalo. V tem času je bil tudi kapitan nogometnega moštva obalne straže, ki je leta 1931 premagalo moštva kopenske vojske, vojne mornarice in marincev in osvojilo Predsednikov pokal (President’s Cup). Leta 1932 je postal vodja opazovanja tarč in popravil med vajo Sile rušilcev v Mehiškem zalivu in Sile kuterjev. Septembra istega leta pa je postal navigator in topniški častnik na krovu USCGC Escabana. Leta 1934 pa je bil za štiri leta poslan na Akademijo Obalne straže ZDA, kjer je bil predavatelj fizike in matematike ter pomočnik trenerja za nogomet, košarko in bejzbol. Med poletnimi počitnicami se je vrnil na krov USCGC Escabana, tako da je leta 1936 sodeloval pri evakuaciji beguncev med špansko državljansko vojno. Med septembrom 1938 in januarjem 1940 je bil sprva izvršni častnik, nato pa poveljnik USCGC Nemesis, nakar pa je postal komunikacijski častnik 8. okrožja obalne straže (New Orleans).
Med drugo svetovno vojno je bil tudi načelnik oddelka za moštvo pri Generalštabu Obalne straže ZDA (maj 1942–oktober 1943), poveljnik eksortne skupine pri Task Force 60 (oktober 1943–december 1944), poveljnik USCGC Mackinaw (WAGB-83) (prvega namensko zgrajenega težkega ledolomilca); slednji je bil nameščen na Velikih jezerih, kjer je mogel skrbeti za vzpostavitev plovnih povezav na zmrznjenih jezerih za neoviran transport pomembnih vojaških surovin.
Po vojni je bil načelnik štaba in nato poveljnik operativnega oddelka 9. okrožja obalne straže (april 1946–junij 1949), poveljnik USCGC Taney (1949–avgust 1950) in  poveljnik kadetov na Akademiji Obalne straže ZDA (1950–54). Nato je junija 1955 opravil izobraževanje na Nacionalnem vojnem kolidžu in postal štabni častnik v Generalštabu Obalne straže ZDA. 16. marca 1956 je postal namestnik načelnika Generalštaba Obalne straže ZDA in bil 1. julija istega leta povišan v kontraadmirala. Pozneje je postal poveljnik 1. okrožja obalne straže, nakar pa je 1. julija 1960 prevzel dvojni položaj: poveljnik Vzhodnega dela in poveljnik 3. okrožja obalne straže. 1. februarja 1962 je bil imenovan za pomočnika komandanta Obalne straže in bil 12. februarja še povišan v viceadmirala. 23. aprila istega leta pa je bil imenovan za komandanta Obalne straže ZDA s činom admirala; na tem položaju je 1. junija istega leta nasledil admirala Alfreda Richmonda. Sam se je upokojil 1. junija 1966.
V zadnjem letu kariere je bil tudi delegat ZDA na konferenci o trgovskih ladjah in na izredni seji Komiteja za pomorsko varnost IMCO leta 1966.

## Napredovanja
- poročnik korvete (Ensign): 15. maj 1929
- poročnik fregate (Lieutenant (junior grade): 15. maj 1931
- poročnik bojne ladje (Lieutenant): 15. maj 1933
- kapitan korvete (Lieutenant commander): 1. januar 1942
- kapitan fregate (Commander): 14. december 1942
- kapitan bojne ladje (Captain): 5. avgust 1949
- kontraadmiral (Rear admiral): 1. julij 1956
- viceadmiral (Vice admiral): 12. februar 1962
- admiral (Admiral): 1. junij 1962